# Хопалонг Кэссиди
Хопалонг Кэссиди (англ. Hopalong Cassidy или Hop-along Cassidy) — вымышленный ковбой, первоначально появившийся в 1904 году как главный герой одного из рассказов американского писателя Кларенса Эдварда Мулфорда. Мулфорд впоследствии написал целую серию рассказов и несколько романов о данном персонаже; также впоследствии данный персонаж, ставший частью американского фольклора, появился в целом ряде фильмов, телесериалов, радиопостановок, комиксов и прочих произведениях, а также в романах других авторов.
В ранних произведениях Мулфорда Кэссиди представал в образе грубого и опасного ковбоя с крутым нравом, но с 1935 года, когда о персонаже начали снимать фильмы с Уильямом Бойдом в главной роли, автор адаптировал образ героя в своих новых рассказах к образу, созданному на экране. В общей сложности о Хопалонге Кэссиди было снято шестьдесят шесть фильмов, пользовавшихся большой популярностью, хотя лишь немногие из них были основаны на оригинальных сюжетах Мулфорда. Мулфорд также пересмотрел и переиздал целый ряд своих ранних рассказов, чтобы персонаж в них больше соответствовал своему экранному образу.